# Мехмед V
Мехме́д V Реша́д (осман. محمد خامس‎, тур. Beşinci Mehmet, Reşat Mehmet,V Mehmed, Mehmed Reşad; 2 ноября 1844, Стамбул — 3 июля 1918, там же) — османский султан, правивший в 1909—1918 годах. 
Сын султана Абдул-Меджида I, вступил на престол после свержения старшего единокровного брата султана Абдул-Хамида II в результате младотурецкой революции. Мехмед V стал, фактически, первым конституционным монархом в истории Османской империи: за ним осталось формальное право назначения великого визиря и шейх-уль-ислама, при этом реальная власть принадлежала центральному комитету партии «Единение и прогресс», а с 1913 года — так называемому «триумвирату» пашей, в который входили Энвер-паша, Талаат-паша и Джемаль-паша.

## Биография

### До вступления на престол

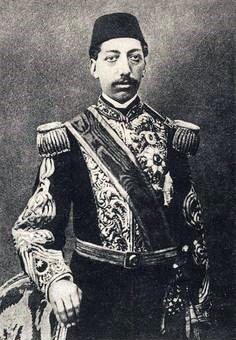
Султан Mехмед V в молодости

Мехмед Решад родился 2 ноября 1844 года во дворце Чыраган в семье султана Абдул-Меджида I и его четвёртой жены боснийки Гюльджемаль Кадын-эфенди. Мехмед стал четвёртым из пятерых детей и единственным сыном Абдул-Меджида от Гюльджемаль; из четверых полнородных сестёр Мехмеда зрелого возраста достигли только две старшие — Фатьма и Рефия. Также у Мехмеда было сорок единокровных братьев и сестёр. Мать будущего султана умерла в 1851 году, когда Мехмеду было семь лет, и он вместе с сёстрами был передан на воспитание первой и бездетной жене отца Серветсезе Кадын-эфенди. Серветсеза умерла в 1878 году, также не дожив до правления пасынка. Будущий султан воспитывался в соответствии с дворцовыми традициями. Он изучал арабский и персидский языки и другие необходимые предметы.
В период правления отца и дяди Абдул-Азиза вёл весьма свободный образ жизни. В 1876 году на трон взошёл его старший брат Абдул-Хамид II; в соответствии с традицией, Мехмед стал престолонаследником и оказался под постоянным наблюдением, поскольку Абдул-Хамид, как и его старший брат Мурад V, пришедший к власти в результате переворота, опасался нового заговора. В связи с этим, Мехмеду были запрещены телефонные разговоры после того, как одна из фраз, брошенная им во время звонка его родственника, показалась подозрительной султану. Мехмед жил в постоянном страхе за свою жизнь.

### Султан

#### Вступление на престол
27 апреля 1909 года национальное собрание проголосовало за отречение Абдул-Хамида II и за то, чтобы возвести на престол наследного принца Мехмеда Решада-эфенди. Абдул-Хамид был вывезен на поезде в Салоники. В то же время Мехмед Решад, будучи весьма плотного телосложения, с определённым трудом был опоясан мечом Османа. Мехмед V вступил на престол в возрасте 65 лет, не имея опыта в государственных делах, на фоне нарастающей мощности младотурок.
Мехмед V практически не интересовался государственными делами, его больше привлекала персидская литература. Во время правления Мехмеда V основная власть в стране принадлежала так называемому «триумвирату» младотурок — Мехмеду Талаату-паше, Ахмеду Джемалю-паше и Энверу-паше.

#### Войны

##### Турецко-итальянская война
С сентября 1911 года империя вступила в полосу войн, сопровождавшихся территориальными потерями. В сентябре 1911 года началась Триполитанская война. Фактически, османский флот перестал существовать ещё при Абдул-Хамиде II, и Османская империя не имела возможности препятствовать высадке итальянских войск в Ливии. Однако вскоре в войну вступили кочевые племена, которые стали основным противником итальянцев. Война завершилась 16 октября 1912 года, в результате Триполитанской войны 1911 года, Италия оккупировала территорию современной Ливии и Додеканесские острова.

##### Балканские войны
8 октября 1912 года коалиция балканских стран, в которую входили Болгария, Греция, Сербия и Черногория вторглись на территорию современной Албании. Нападение балканских стран стало шоком для правительства Османской империи. Армия балканского союза состояла из 700 000 солдат, но османские солдаты обладали новейшим оружием. Однако это не помогло османам, им не хватало опытных офицеров, зимнего обмундирования и провизии. Вскоре греческая армия взяла Салоники, сербская армия победила под Куманово и Монстырем, болгарская армия разбила османскую армию в Кыркларельской битве и в Люлебургазском сражении и наконец после четырёхмесячной осады был взят Эдирне. Уже через полгода после начала войны болгарская армия находилась в шестидесяти километрах от Константинополя. Первая Балканская война закончилась 30 мая 1913 года. По Лондонскому миру территории Османской империи в Европе, кроме Константинополя и его окрестностей, попали под контроль Балканского союза, также Албания получила независимость.
Однако вскоре между победителями вспыхнул спор из-за захваченных территорий который привёл к тому, что Сербия и Греция объединились против Болгарии, а уже 30 июня 1913 года болгарская армия напала на своих вчерашних союзников, началась Вторая Балканская война, которая закончилась уже через месяц. Несмотря на то, что война длилась всего месяц, она была очень кровопролитной. Болгария потерпела поражение, в результате которого Османская империя смогла вернуть себе Эдирне и прилегающие к нему территории. Эти земли закрепились за Османской империи по Бухарестскому мирному договору.

##### Первая мировая война
2 августа 1914 года Османская империя заключила секретный союз с Германией, хотя секретным он оставался недолго. 5 ноября того же года Османская империя вступила в Первую мировую войну на стороне Центральных держав, в связи с чем Мехмед V как халиф правоверных формально объявил газават странам Антанты и занял должность Верховного главнокомандующего. Однако реально армией командовал Энвер-паша, адъютант Мехмеда Ко́льмар фон дер Гольц и Фридрих Бронзарт фон Шеллендорф. Турецкие вооружённые силы состояли из четырёх армий, две армии находились в Малой Азии, третья армия дислоцировалась в Западной Армении и четвёртая дислоцировалась на восточном побережье Средиземного моря. В 1915 году после победы в Дарданелльской операции ему был присвоен титул «Гази». 27 января 1916 получил жезл прусского генерал-фельдмаршала.
К 1918 году военное положение империи было практически безнадёжным. Мехмед V скончался от сердечного приступа 3 июля (по другой версии — 2 июля) 1918 года во Дворце Йылдыз. Через четыре месяца после смерти султана были потеряны Дамаск и Бейрут, а ещё через два месяца флотом Антанты был оккупирован Константинополь.

## Семья и дети
Мехмед Решад провёл 65 лет в статусе шехзаде – дольше, чем кто-либо в истории империи. В первые годы этого долгого периода у него было 2 жены, позже по закону шариата смог взять ещё двух. Через несколько месяцев после восшествия на престол Решада скончалась одна из его жён, и он женился на одной из своих фавориток. От этих жён у Мехмеда родилось трое сыновей и дочь — все они появились на свет до того, как их отец стал султаном. Придворная учительница Сафие Унювар пишет, что все кадын-эфенди султана Решада были крайне воспитаны, набожны и аккуратны; большинство из них занималось музыкой, а также им нравилось изучать историю.
Турецкий историк Самих Нафиз Тансу в своём труде «Обратная сторона медали» цитирует слова Джеляледдина-паши: «Султан Решад не был повесой и гулякой, более того, не был падок на женщин. Во время его первых дней на престоле я говорил с врачом Замбаки-пашой и спросил: “Доктор Паша, скажите, есть ли у Султана Решада слабость к женщинам?”. Тот же ответил: “Я осматривал его ещё тогда, когда он был Шехзаде, 30 лет назад. Тогда я нашёл его спокойным и даже апатичным. Можете представить, каково его состояние сейчас!”». В дворцовом гареме самый безлюдный, скромный и беспроблемный период был во время правления именно Мехмеда Решада.
Кадын и дети:
- Камурес Кадын-эфенди (5 марта 1855 — 30 апреля 1921) — главная кадын[15][16]; брак заключён 30 августа 1872 года[17].
  - Мехмет Зияеддин-эфенди (25 августа 1873 — 30 января 1938) — имел нескольких жён и потомство[17].
- Дюррюаден Кадын-эфенди (16 мая 1860 — 8 марта 1917) — вторая кадын[15][16]; брак заключён 10 октября 1876 года[17].
  - Мехмед Неджметтин-эфенди (23 июня 1878 — 27 июня 1913)[16]
- Михренгиз Кадын-эфенди (15 октября 1869[17] — 12 декабря 1938) — вторая кадын[16]; брак заключён 4 апреля 1887 года[17].
  - Омер Хильми-эфенди (2 марта 1888 — 9 апреля 1935) — имел троих жён и потомство[17].
- Назпервер Кадын-эфенди (12 июня 1870 — 9 марта 1929) — третья кадын[18][16]; брак заключён в 1888 году[19].
  - Рефия-султан (р. 1887) — умерла в детстве или младенчестве[17].
- Дильфириб Кадын-эфенди (ок. 1890 — 1952[16]) — четвёртая кадын[18][16]; брак заключён в 1907 году.

## Интересные факты
Мехмед V страдал диабетом, пережил микроинсульт и даже перенёс операцию по удалению камня из мочевого пузыря – уникальный случай в истории османских султанов. Во время операции он молился: «Если я не достоин быть пробуждён, пусть так и будет».
Он был приверженцем дервишей ордена мефлеви, глубоко религиозным человеком. На дверях дворца висели таблички: «Запрещено [вход] тем, кто не молится»; султан гордился, что никогда не пропускал намаз.
Официально Мехмед V был первым султаном-«конституционалистом», однако реальную власть держала младотурецкая партия — Комитет единства и прогресса (CUP), а позже «триумвират пашей» (Энвер, Талаат, Джемаль). Султан в политике почти не вмешивался.
Изначально он был против смертных приговоров вовлечённых в мятежи, но в итоге подписал множество казней после попытки государственного переворота в 1913 году — как признавалось, «будь повешена даже племянница, жертв не стало меньше».
Журналисты молодой турецкой оппозиции описывали его так: «Он не был суверен, а тень Талаат‑паши»; «Султан боялся не смерти, а низложения».
Во время восстания в Албании в 1911 году, будучи больным, он лично поехал в Косово, совершил пятничную молитву перед 100 000 человек — благодаря этому удалось предотвратить кровопролитие.

## Галерея

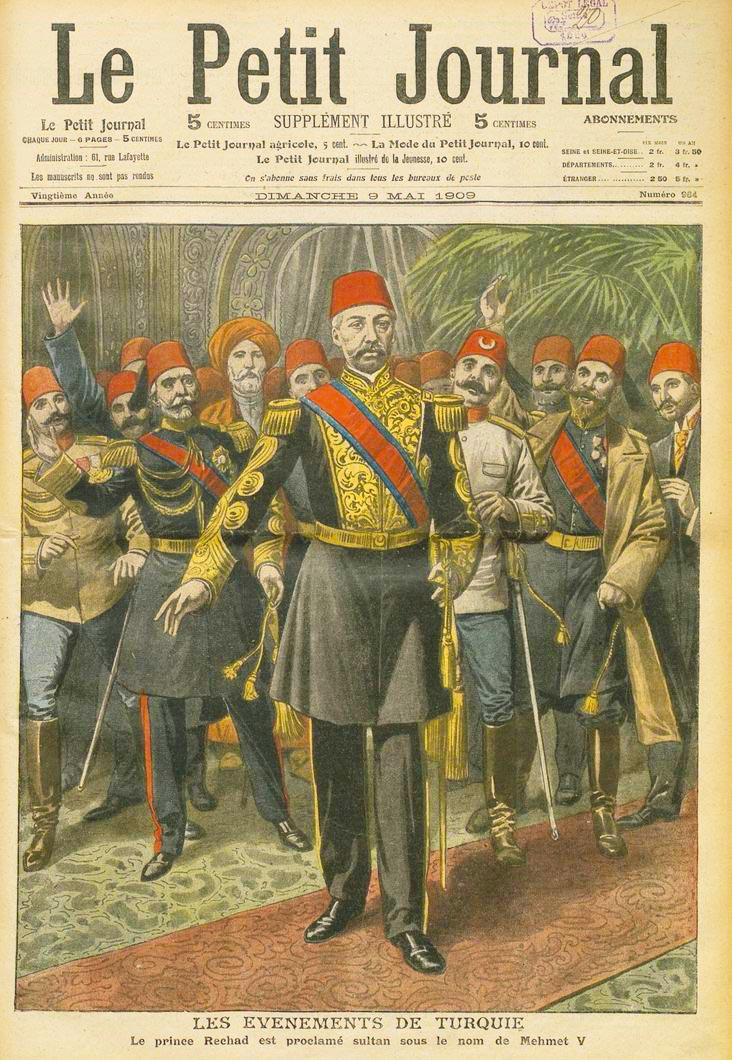
Le Petit Journal 1909, Мехмед V после провозглашения его султаном
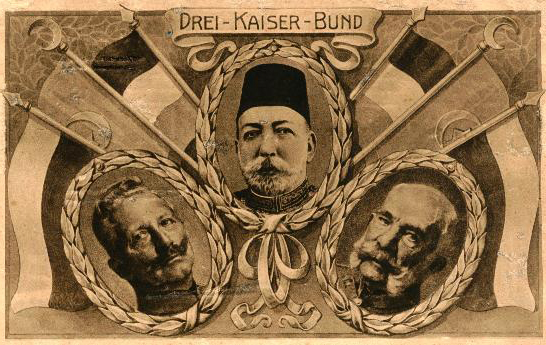
Вильгельм II, Мехмед V, Франц Иосиф: Главы держав Тройственного союза
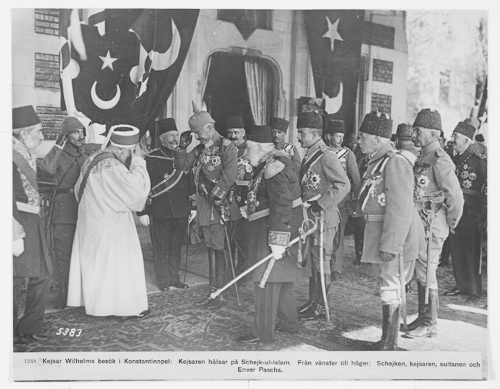
Мехмед V и Энвер-паша принимает Вильгельма II в Стамбуле во время Первой мировой войны
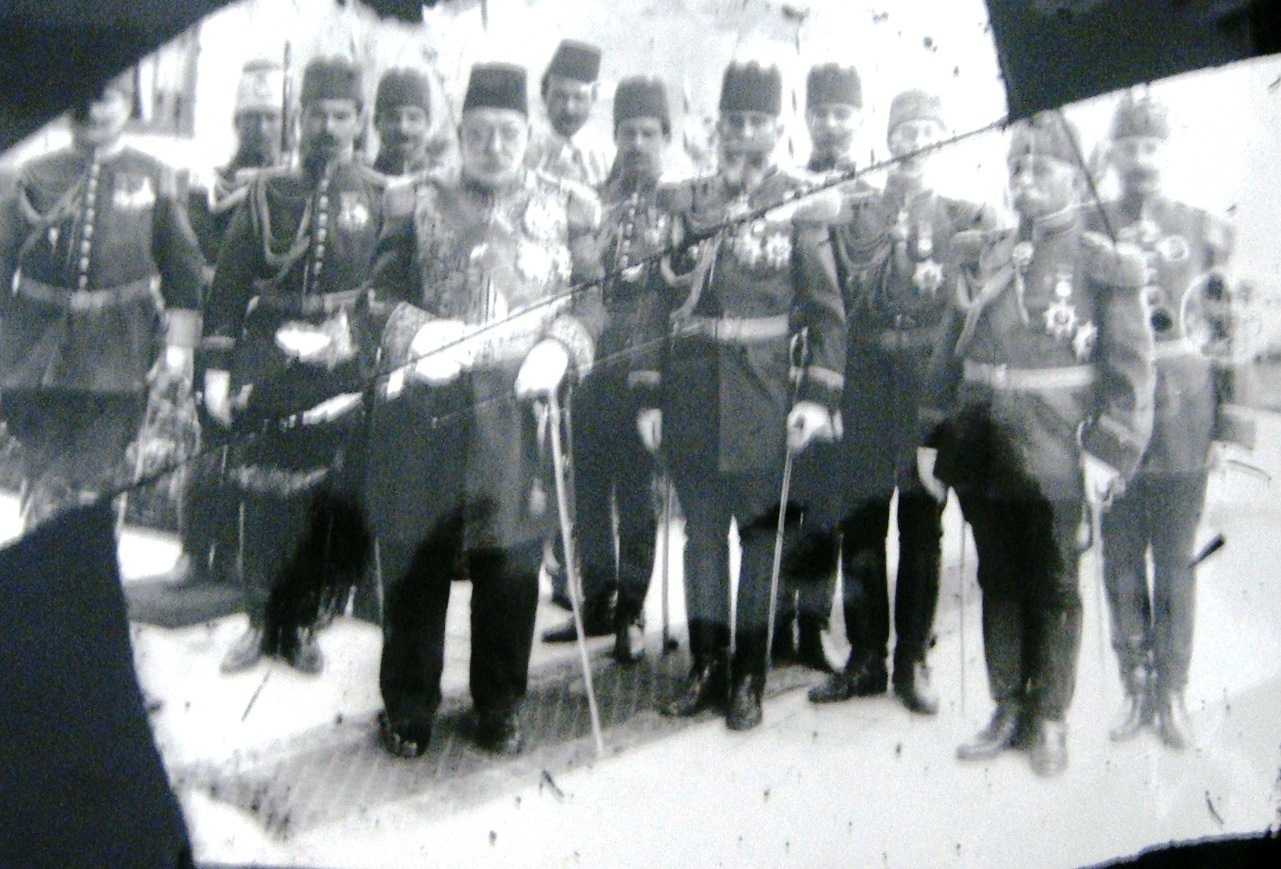
Султан Мехмед V вместе со своим окружением. Битола, 1911 год
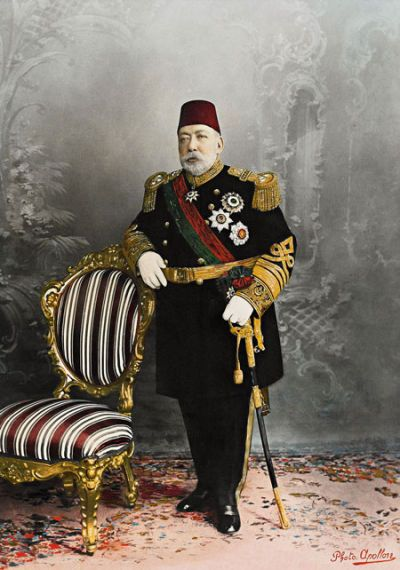
Портрет султана Мехмеда V
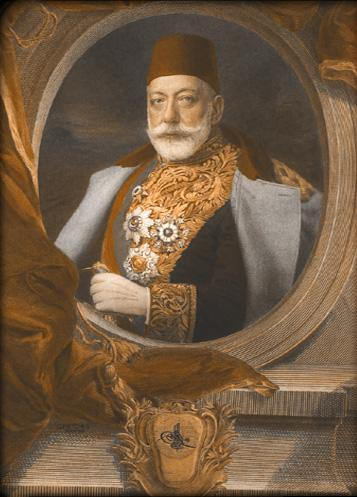
Портрет султана Мехмеда V
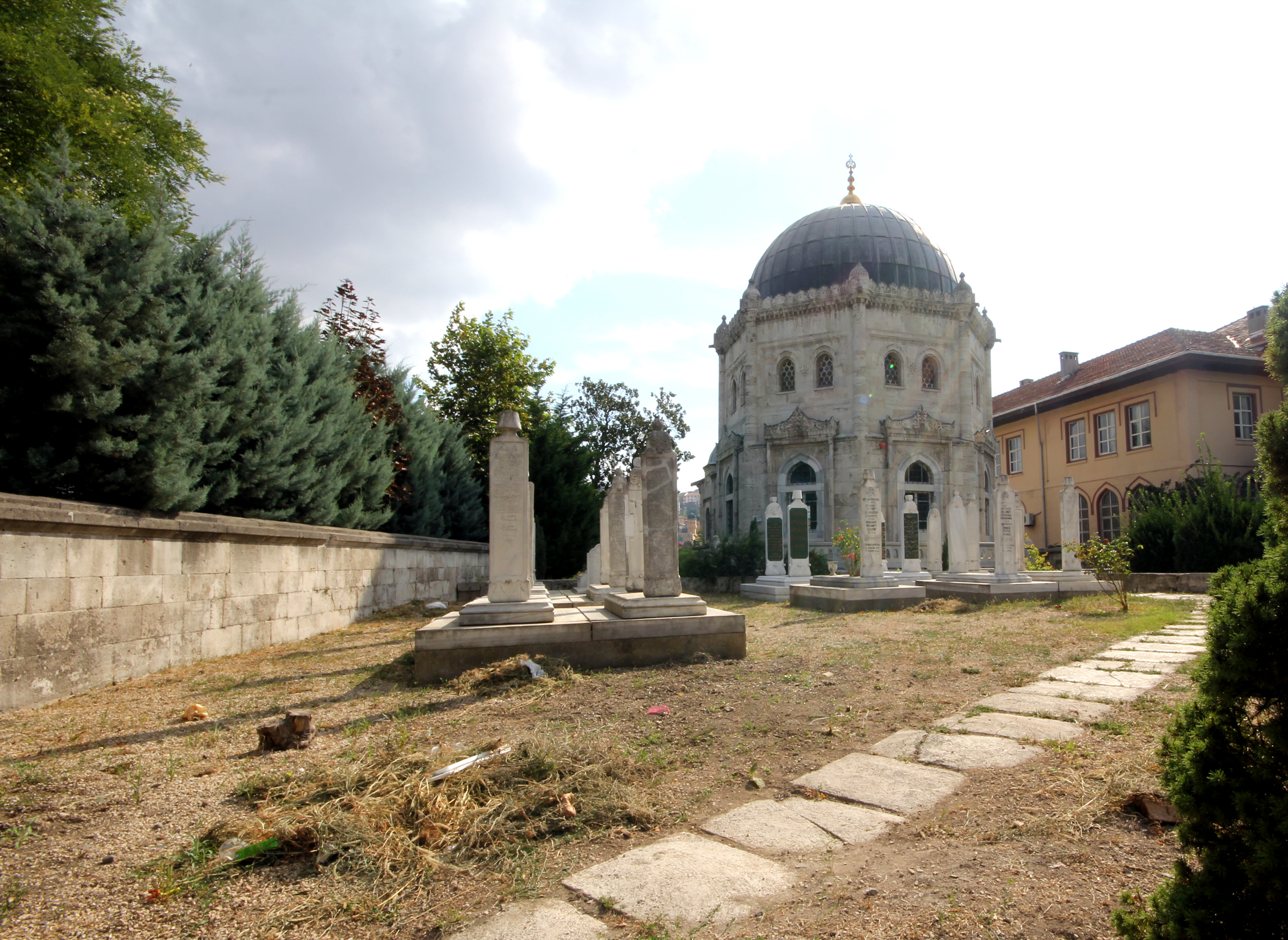
Тюрбе Мехмеда V расположено около мечети Султана Эйюпа в Эйюп, Стамбул

## Награды
Османские:
- Орден Полумесяца;
- Орден Османие;
- Орден Меджидие;
- Орден Славы.

Иностранные:
- Военный орден Максимилиана Иосифа (Бавария).

## Комментарии
1. ↑  Титул и нумерация даны на момент смерти самой жены (при жизни Мехмеда V) или султана.